# NGC 5416
NGC 5416 é uma galáxia espiral (Sc) localizada na direcção da constelação de Boötes. Possui uma declinação de +09° 26' 24" e uma ascensão recta de 14 horas, 02 minutos e 11,4 segundos.
A galáxia NGC 5416 foi descoberta em 19 de Março de 1784 por William Herschel.